# Frits Goedgedrag
Frits M. de los Santos Goedgedrag (Aruba, 1. studenoga 1951.) je arubanski političar. Bivši je guverner otoka Curaçaoa. Bio je prva osoba koja je obnašala tu dužnost. Viceguvernerski je mandat trajao od 10. listopada 2010. godine. Ostavku na dužnost dao je kraljici Beatrix 24. studenoga 2012. godine. Ostavka je na snagu stupila mjesec dana poslije. Na dužnosti ga je naslijedila Adèle van der Pluijm-Vrede.
Od 1992. do 1998. bio je viceguverner Bonairea. Na mjestu viceguvernera naslijedio je Georgea Alberta Solianu. Na Goedgedragovo mjesto došao je Richard Nelson Hart. 1. srpnja 2002. na mjestu guvernera Nizozemskih Antila naslijedio je Goedgedrag Jaimea Saleha. Dužnost je obnašao do 10. listopada 2010. godine. Raspuštanjem Nizozemskih Antila ugašena je ova funkcija čime je Goedgedrag bio posljednja osoba koja je obnašala tu dužnost.